# A.J. Finn
A.J. Finn, pseudonym för Daniel Mallory, född 2 januari 1979, är en amerikansk författare, förläggare och redaktör. Hans debutroman, Kvinnan i fönstret (2018), hamnade på första plats på The New York Times bestsellerlista. En filmatisering hade premiär 2021.